# My World Is Empty Without You
"My World Is Empty Without" is een hitsingle van Motowngroep The Supremes uit 1965. In tegenstelling tot de meeste singles uit de periode dat Florence Ballard deel van de groep uitmaakte, haalde dit nummer niet de #1 positie, maar bleef het steken op #5.
Het nummer, geschreven door Holland-Dozier-Holland, gaat over dat de vertelster, in dit geval leadzangeres Diana Ross, zich eenzaam voelt zonder haar geliefde en dat hij daarom bij haar moet blijven. De tekst wordt ondersteund door een dramatische begeleiding van de band met onder andere violen. Het nummer is ook opgenomen door andere Motownartiesten als Stevie Wonder en Barbara McNair.
Naarmate de jaren verstreken was het gerucht ontstaan dat Supreme Florence Ballard niet mee zou zingen op de opname van het nummer, omdat ze er niet toe in staat zou zijn. Haar vervanger zou Marlene Barrow van The Andantes zijn geweest. Dit gerucht werd echter onjuist verklaard toen er een reeks van Motown Karaoke cd's uitkwam waar ook "My World Is Empty Without You" op voorkwam. Hierop waren de stemmen van alleen de achtergrondzangeressen van The Supremes te horen en dus niet die van Diana Ross, de lead. Ballard was samen met Mary Wilson een van de achtergrondzangeressen en haar stem was duidelijk te horen. Ook is Ballard te zien op de video-opname van het nummer.

## Bezetting
- Lead: Diana Ross
- Achtergrondzangeressen: Mary Wilson en Florence Ballard
- Instrumentatie: The Funk Brothers
- Schrijvers: Holland-Dozier-Holland
- Productie: Brian Holland en Lamont Dozier